# Балка Вовча (притока Громоклії)
Балка Вовча — балка (річка) в Україні у Миколаївському й Баштанському районах Миколаївської області. Права притока річки Громоклії (басейн Південного Бугу).

## Опис
Довжина балки приблизно 9,91 км, найкоротша відстань між витоком і гирлом — 7,98 км, коефіцієнт звивистості річки — 1,24. Формується декількома струмками та загатами. На деяких ділянках балка пересихає.

## Розташування
Бере початок у селі Дикий Хутір. Тече переважно на північний схід і у селі Катеринівка впадає в річку Громоклію, праву притоку річку Інгулу.

## Цікаві факти
- Біля села Суворовка балку перетинає автошлях Н14[2] (автомобільний шлях національного значення України. Проходить територією Кіровоградської та Миколаївської областей.).
- У XX столітті на балці існували молочно, -вівце-тваринні ферми (МТФ, ВТФ), газгольдер та газові свердловини[1].